# Fujimi Shobō
Fujimi Shōbo (富士見書房?), anteriormente conocido como Fujimi Shōbo Co., Ltd. (株式会社富士見書房 Kabushikigaisha Fujimi Shobō?), fue una editorial japonesa que se especializaba en novelas ligeras, manga, juegos de rol y juegos de cartas coleccionables. Fundada en 1972 y reorganizada en tres ocasiones, a veces fue una empresa independiente y, a veces, una editorial de Kadokawa Future Publishing. Dejó de ser una empresa independiente en 2013 y la marca se retiró en 2015.

## Revistas publicadas
- Anicolle Dragon
- Dragon Age
- Dragon Age Pure
- Dragon Magazine
- Fantasia Battle Royal
- Gosick